# Dongfeng Motor
Dongfeng Motor Corporation je kitajski proizvajalec avtomobilov, avtobusov, tovornjakov in gospodarskih vozil. Sedež podjetja je v kraju Vuhan, Ljudska republika Kitajska. V preteklosti je bil en izmed "Velikih treh" kitajskih avtomobilskih proizvajalcev, danes pa je en izmed "Velikih štirih", ostali trije so Chang'an Automobile Group, FAW Group in SAIC Motor. Donfeng motors tudi proizvaja in prodaja vozila znamk kot so Citroën, Honda, Kia Motors, Nissan, Peugeot in Renault. S podjetjem Dongfeng so povezane tudi znamke Fengshen, Infiniti, Luxgen in Venucia.
Leta 2014 je podjetje proizvedlo okrog 3,5 milijona vozil.

## Galerija
- Dongfeng tovornjak
- Dongfeng microvan
- Dongfeng Fengxing Jingyi Cross
- Fengshen A60
- Fengshen H30
- Fengshen H30 Cross
- Fengshen S30
- Fengshen AX7
- Fengshen L60